# Sukhavati

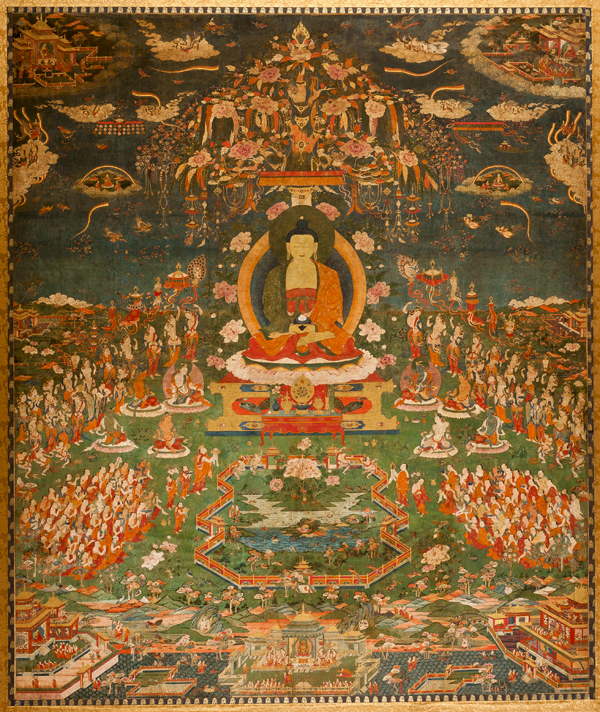
En tibetansk målning föreställande Sukhavati

Sukhāvatī är Amitabha Buddhas rena buddhafält. I Östasien refereras Sukhavati till som "det rena landet i väst". Inom rena land-buddhism är målet av det religiösa utövandet att återfödas i Sukhavati. Att syfta till att återfödas i Sukhavati förekommer även i andra mahayanabuddhistiska inriktningar, såsom Tendai, och även i tibetansk buddhism (exempelvis genom att utföra phowa).
I Sukhāvatīvyūhaḥ-sūtra och Amitābha-sūtra finns utförliga beskrivningar av Sukhavati och fördelarna med att återfödas där. Det sägs att alla som återföds i Sukhavati uppnår upplysning inom en livstid.